# Emanuela de Paula
Emanuela de Paula (Cabo de Santo Agostinho, 20 aprile 1989) è una supermodella brasiliana.

## Carriera
Di origini afro-brasiliane, Emanuela de Paula è spesso citata come la "Gisele nera" (un riferimento alla supermodella Gisele Bündchen). Inizia a interessarsi alla carriera di modella ad appena nove anni, ma non sfilerà ufficialmente prima del 2005, quando ad appena 16 anni ottiene un contratto con l'agenzia di moda Marilyn Agency. Il suo talento viene anche riconosciuto da Naomi Campbell e da Anna Wintour editrice della rivista Vogue.
Da quel momento la de Paula ha sfilato per Alexandre Herchcovitch, Colcci, Diane von Fürstenberg, Jennifer Lopez, Kenneth Cole, Lacoste, Lucy In The Sky, Rebecca Taylor, Salinas, Sweetface, Tommy Hilfiger e Yigal Azrouël ed è apparsa sulle copertine di Allure Magazine, French Magazine, Marie Claire, Vogue, Women's Wear Daily. È inoltre stata la testimonial per Alexandre Herchcovitch, Cavalera, DKNY, GAP, Hush Puppies, MAC, Mixed, Prescriptives, Sephora, Tommy Hilfiger, Top Shop e Victoria's Secret.
Nel 2009 è apparsa sul prestigioso Calendario Pirelli. ed è stata nominata dalla rivista Forbes come una delle dieci modelle di maggior successo al mondo.

## Agenzie
- D Management Group
- Marilyn Agency
- Select Model Management